# Alen Abramović
Alen Abramović (ur. 4 listopada 1976 w Rijece) – chorwacki biegacz narciarski, uczestnik Igrzysk Olimpijskich w Turynie gdzie zajął 75. miejsce w sprincie oraz 81. miejsce w biegu na 15 km.